# Esteban Urquizu
Esteban Urquizu Cuéllar (Ichupampa, Tarabuco, 11 de abril de 1981) es un dirigente sindical y político boliviano. Fue el gobernador del departamento de Chuquisaca en dos ocasiones; la primera vez desde el 31 de mayo de 2010 hasta el 26 de diciembre de 2014 y la segunda vez desde el 31 de mayo de 2015 hasta el 10 de noviembre de 2019 durante el segundo y tercer Gobierno de Evo Morales.

## Biografía
Esteban Urquizu nació el 11 de abril de 1981 en la comunidad quechua de Ichupampa ubicado en el Municipio de Tarabuco de la Provincia Yamparáez del Departamento de Chuquisaca. Es hijo de Saturnino Urquizu y de Hilaria Cuéllar. Cabe mencionar que la tía de Esteban Urquizu es Savina Cuellar, quien también fue ya prefecta de Chuquisaca desde el año 2008 hasta 2010.
Esteban Urquizu comenzó sus estudios escolares en 1986 en su comunidad natal de Ichupampa. Pero solo estuvo ahí hasta 5.º de primaria, pues el año 1990, Urquizu se trasladó a vivir la ciudad de Sucre (capital departamental) en donde residió en la casa de sus tíos para continuar con sus estudios secundarios y salir bachiller. 
Durante su adolescencia, trabajó en el transporte chuquisaqueño como voceador de micro en las líneas 2 y 4 de la ciudad de Sucre. Ya a sus 14 años de edad (en 1995), Urquizu se trasladaba temporalmente a vivir a la localidad de Saipina para trabajar en diferentes oficios como carbonero, como roseador y destrancador de moto sierras.
En 1998 ingresó al Regimiento de Infantería 2 de Sucre para realizar su servicio militar obligatorio. Mientras se encontraba como soldado, Esteban Urquizu fue destinado a erradicar la coca excedentaria en la Provincia Chapare del Departamento de Cochabamba durante aquel año.
Después de licenciarse del cuartel, Urquizu retornó a su comunidad natal de Ichupampa donde comenzó una carrera sindical agraria, empezando inicialmente como secretario de deportes de su comunidad para luego ser central Provincial de Yampáraez convirtiéndose de esa manera en un importante dirigente campesino.

## Carrera política

### Asambleísta Constituyente (2006-2008)
Esteban Urquizu ingresó a la política boliviana muy tempranamente siendo todavía un joven de apenas 25 años de edad en 2006. Ese año participa como candidato al cargo de asambleísta constituyente por el Departamento de Chuquisaca en representación del partido político del Movimiento al Socialismo (MAS-IPSP). Logró ganar y acceder a dicho cargo donde permaneció hasta el año 2008. 
Una vez terminada al Asamblea Constituyente, Esteban Urquizu se convirtió en secretario de relaciones de la subcentral de la Federación Única de Trabajadores Campesinos y Pueblos Originarios de Chuquisaca (FUTPOCH) para luego ocupar el cargo de secretario ejecutivo departamental de la Central Provincial de la FUTPOCH. y finalmente llegó al puesto de ejecutivo departamental de la FUTPOCH. En 2009 llegó al cargo de ejecutivo de Confederación Sindical Única de Trabajadores Campesinos de Bolivia de Chuquisaca (CSUTCB) ganando por pocos votos frente a su principal rival de ese entonces Nélida Sifuentes.

### Gobernador de Chuquisaca (2010-2014)
En 2010, Urquizu decide  participar en las elecciones subnacionales del 4 de abril de ese año como candidato a gobernador del Departamento de Chuquisaca en representación del Movimiento al Socialismo. Los resultados electorales finales demostraron que Urquizu salió en primer lugar obteniendo más del 50% de la votación. Se posesionó como gobernador departamental después de haberse suscitado años antes varios conflictos sociales con los ex prefectos David Sánchez Heredia y Savina Cuéllar entre los años 2006 y 2009.

### Gobernador de Chuquisaca (2015-2019)
En diciembre de 2014, Urquizu renunció al cargo de gobernador departamental para postular (según las leyes bolivianas) nuevamente al mismo cargo en las elecciones subnacionales de 2015. El 29 de marzo de 2015 salió nuevamente ganador, posesionándose el 31 de mayo de 2015 en la casa de la libertad de la ciudad de Sucre (capital de Bolivia).